# 미타라시못 (나나오시)

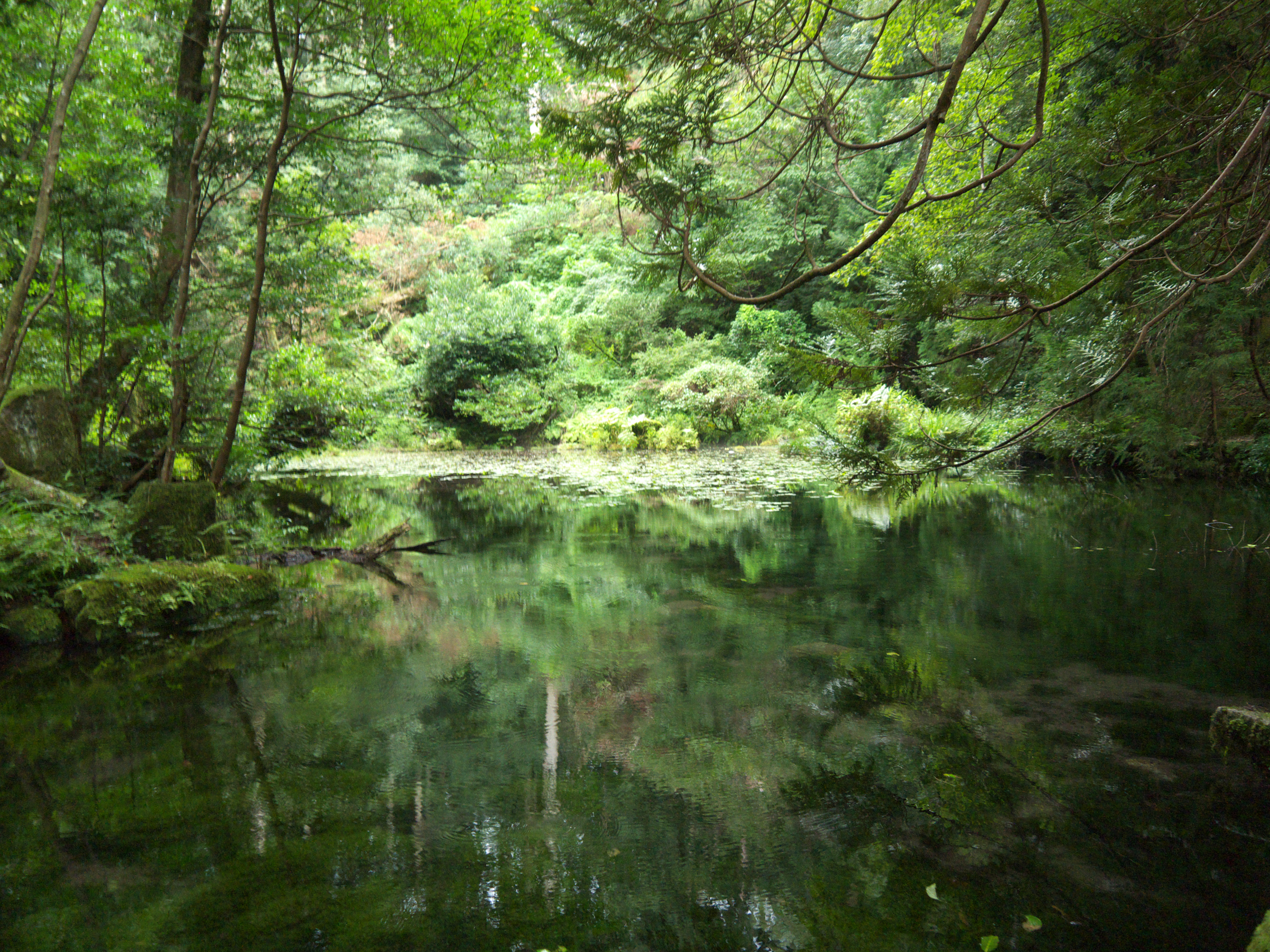
미타라시못

미타라시못(일본어: 御手洗池 미타라시이케[*])는 이시카와현 나나오시에 있는 못이다. 쇼무 천황의 황태자가 눈을 치료하기 위해 사용했다고 전해져 내려오고 있다.